# 砂に埋れて
『砂に埋れて』（Hell Bent）は、1918年に公開されたアメリカ合衆国の西部劇映画である。監督はジョン・フォード、主演はハリー・ケリーである。この映画のプリントはチェコスロバキア映画アーカイブに保管されている。